# 満蔵寺 (岩手県住田町)
満蔵寺（まんぞうじ）は、岩手県気仙郡住田町世田米に所在する曹洞宗の寺院。山号は瑞川山。本尊は聖観世音菩薩。気仙三十三観音霊場第14番札所。

## 概要
当寺は世田米城・阿曽沼氏の菩提寺であった。寛永年間、キリシタン禁止令に伴って村寺に定まり、その後本堂・庫裏・山門・楼門等が整備されたが1814年（文化11年）に火災によって楼門を残し全て焼失。楼門は1867年（慶応3年）、普門寺（現・陸前高田市）の楼門が火災焼失したことに伴い、当時の地元大工が総力を挙げて再現したとされる。明治初期、秀蓮寺の廃寺に伴い、これを合併。昭和初期には新城院の廃寺に伴い、やはり合併した。

## 現地情報

### 所在地
- 岩手県気仙郡住田町世田米字本町29

### 交通アクセス
- バス利用
  - 岩手県交通
    - JR大船渡線BRT・三陸鉄道リアス線、盛駅より｢大股中井行｣
    - JR大船渡線BRT、陸前高田駅より｢住田高校行｣

  - 住田町コミュニティバス｢川口上有住駅線・住田町役場行｣
    - 以上の路線で、｢満蔵寺前｣下車。
- 釜石自動車道遠野住田インターチェンジより車で25分